# Maria Dehli
Anna Maria Alberta Dehli geb. Gyth (* 2. November 1851; † 18. Mai 1926) war eine norwegische Frauenrechtlerin.

## Leben
Maria Dehli war von 1898 bis 1911 Mitglied des Vorstands der norwegischen Frauenvereinigung Norske Kvinners Sanitetsforening. Ab 1904 war sie auch deren stellvertretende Vorsitzende. Von 1911 bis 1918 leitete sie den Bezirk Kristiania der norwegischen Frauenvereinigung.

## Privates
Maria Dehli war mit Ole Dehli verheiratet, einem Anwalt des Obersten Gerichtshofs von Norwegen. Maria und Ole Dehli waren Mitglied der Norwegischen Frauenrechtsvereinigung Norsk Kvinnesaksforening; Ole Dehli war auch Mitglied des Vorstands.
Maria und Ole Dehli waren die Eltern des Offiziers und Luftfahrtpioniers Halfdan Gyth Dehli (1881–1963).

## Ehrungen
Für ihren Einsatz wurde Maria Dehli 1913 mit der Königlich-Norwegischen Verdienstmedaille in Gold ausgezeichnet.
Nach ihr benannt ist die Maria Dehlis vei, eine Straße in Haugenstua im Osloer Stadtteil Alna sowie das Waisenhaus Maria Dehlis Minde.